# 谢勒 (索恩-卢瓦尔省)
谢勒（法語：Ciel，法語發音：[sjɛl] ⓘ）是法国索恩-卢瓦尔省的一个市镇，属于索恩河畔沙隆区。

## 地理
谢勒（46°52'56"N, 5°2'34"E）面积17.19 平方千米，位于法国勃艮第-弗朗什-孔泰大區索恩-卢瓦尔省，该省份为法国中部省份，北起顺时针与科多尔省、汝拉省、安省、罗讷省、卢瓦尔省、阿列省和涅夫勒省接壤。
与谢勒接壤的市镇（或旧市镇、城区）包括：莱博尔德、布雷斯地区圣迪迪耶、布雷斯地区圣马丹、索尼耶尔、塞尔梅斯、图特南、杜河畔凡尔登。

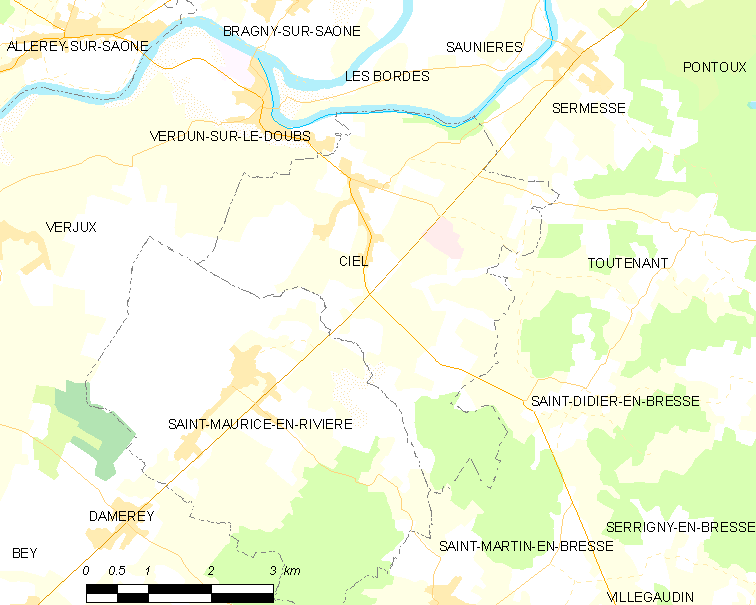
的OSM定位图

谢勒的时区为UTC+01:00、UTC+02:00（夏令时）。

## 行政
谢勒的邮政编码为71350，INSEE市镇编码为71131。

## 政治
谢勒所属的省级选区为热尔日县。

## 人口

1962-2008年间人口变化图示

谢勒于2022年1月1日时的人口数量为896人。